# زیلوو
زیلوو (انگلیسی: Zeylevo) یک شهرک در شهرستان دیورتیورلینسکی در استان باشقیرستان کشور روسیه است.